# Saison 2009 des Reds de Cincinnati
La Saison 2009 des Reds de Cincinnati est la 128e saison en ligue majeure pour cette franchise.

## Intersaison

### Arrivées
- Arthur Rhodes, en provenance des Marlins de la Floride.
- Ramon Hernandez, en provenance des Orioles de Baltimore.
- Darnell McDonald, en provenance des Twins du Minnesota.
- Laynce Nix, en provenance des Brewers de Milwaukee.
- Willy Taveras, en provenance des Rockies du Colorado.

### Départs
- Jon Adkins, chez les Lotte Giants en Corée.
- Gary Majewski, chez les Phillies de Philadelphie.
- Jolbert Cabrera, chez les Orioles de Baltimore.
- Ryan Freel, chez les Orioles de Baltimore.
- Jeff Keppinger, chez les Astros de Houston.
- Andy Phillips, chez les Pirates de Pittsburgh.
- Corey Patterson, chez les Nationals de Washington.
- Matt Belisle, chez les Rockies du Colorado.
- Josh Fogg, chez les Rockies du Colorado.
- Paul Bako, agent libre
- Javier Valentín, agent libre
- Kent Mercker, agent libre

### Grapefruit League
Les Reds sont basés au Ed Smith Stadium à Sarasota en Floride avant le déménagement au Goodyear Ballpark à Goodyear en Arizona en 2010. Le programme des Reds comprend 34 matchs de pré-saison entre le 25 février et le 2 avril. Lae préparation de la saison s'achève par deux matchs amicaux les 3 et 4 avril contre les Carolina Mudcats puis une sélection d'étoiles des ligues mineures.
En excluant la rencontre face à l'équipe des Pays-Bas (victoire 4-3 des Reds) et les deux derniers matches face à des formations de ligues mineures, les Reds affichent un bilan de pré-saison de 13 victoires pour 20 défaites, soit la 13e performance sur 16 en Grapefruit League et la 12e sur 16 pour une franchise de la Ligue nationale.

## Saison régulière

### Classement
| Ligue nationale (Division Centrale) | V  | D  | %    | GB  |
| ----------------------------------- | -- | -- | ---- | --- |
| Cardinals de Saint-Louis            | 91 | 71 | .562 | --  |
| Cubs de Chicago                     | 83 | 78 | .516 | 7½  |
| Brewers de Milwaukee                | 80 | 82 | .491 | 11  |
| Reds de Cincinnati                  | 78 | 84 | .481 | 13  |
| Astros de Houston                   | 74 | 88 | .457 | 17  |
| Pirates de Pittsburgh               | 62 | 99 | .385 | 28½ |

### Résultats

#### Avril
L'ouverture est programmée à domicile le 6 avril face aux Mets de New York. Aaron Harang est le lanceur partant des Reds du match d'ouverture pour la quatrième saison consécutive. Malgré une belle résistance, les Reds débutent par deux courtes défaites (2-1 et 7-9) avant de signer un premier succès (8-6) le 9 lors du troisième et dernier match de cette série d'ouverture contre les Mets.